# San Pedro Quiatoni
San Pedro Quiatoni es una localidad del estado mexicano de Oaxaca. Es cabecera del municipio de San Pedro Quiatoni.

## Demografía
| Censo | Población |
| ----- | --------- |
| 1900  | 2 243     |
| 1910  | 2 515     |
| 1921  | 1 108     |
| 1930  | 2 974     |
| 1940  | 3 201     |
| 1950  | 346       |
| 1960  | 289       |
| 1970  | 176       |
| 1980  | 626       |
| 1990  | 1 008     |
| 1995  | 1 601     |
| 2000  | 2 142     |
| 2005  | 3 232     |
| 2010  | 2 792     |
| 2020  | 3 954     |